# Leinblatt
Das Leinblatt (Thesium) ist eine Pflanzengattung in der Familie der Sandelholzgewächse (Santalaceae). Den Trivialnamen Leinblatt hat die Gattung erhalten, weil die Laubblätter einiger Arten denen des Lein oder Flachs (Linum) ähnlich sind.

## Beschreibung

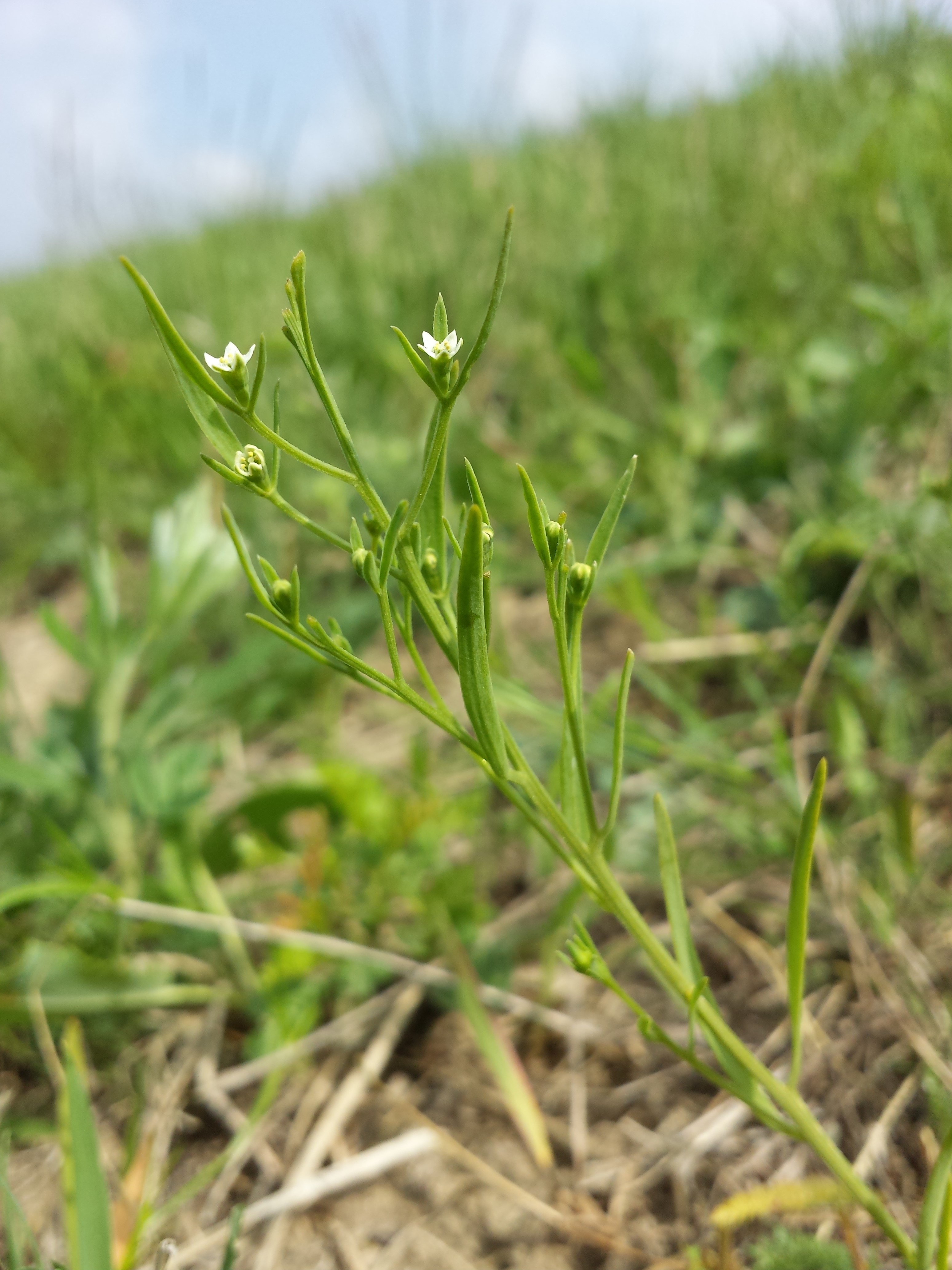
Ästiges Leinblatt (Thesium arvense)

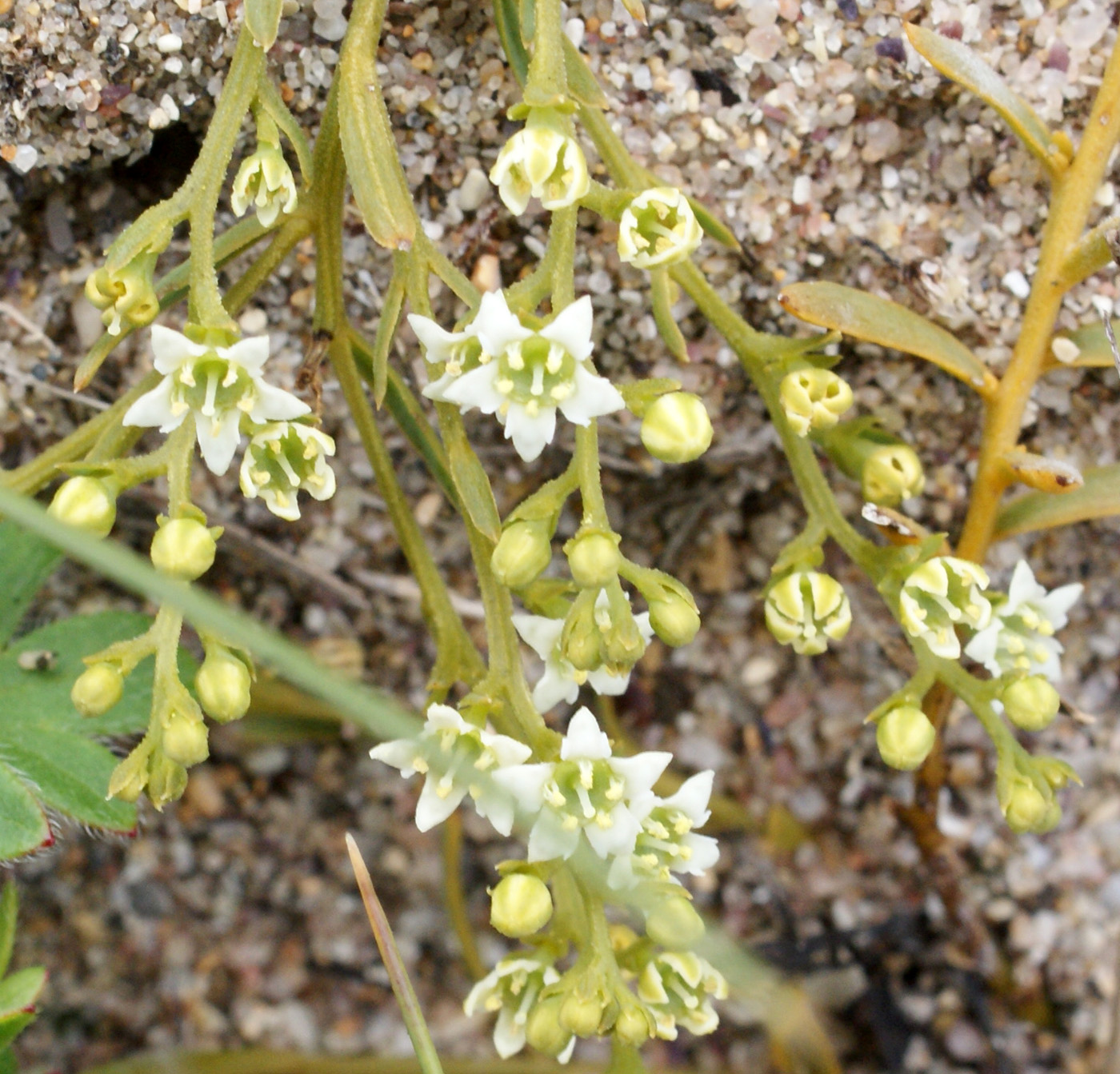
Niederliegendes Leinblatt (Thesium humifusum)

### Vegetative Merkmale
Die Leinblatt-Arten sind ausdauernde, seltener einjährige krautige Pflanzen. Ihre Stängel sind am Grunde oft verholzt; seltener bilden sie kurze Ausläufer. Es sind Halbschmarotzer (Hemiparasiten), die die Wurzeln benachbarter Arten durch Haustorien anzapfen. Die Stängel sind niederliegend oder aufrecht, einfach oder verzweigt. Die Laubblätter sind wechselständig angeordnet. Die Blattspreiten sind meist linealisch-lanzettlich, ganzrandig, mit einem bis fünf Längsnerven.

### Generative Merkmale
Der Blütenstand ist eine Rispe mit wenigblütigen Zweigen oder eine Ähre. Die Tragblätter sind laubblattartig. Jede Blüte hat ein Tragblatt und meist zwei Vorblätter.
Die zwittrigen Blüten sind vier- oder fünfzählig. Die Perigonblätter sind meist innen weiß bis gelbgrün und außen grün. Die Blütenkrone ist röhrig oder glockenförmig und endet in vier oder fünf Kronzipfeln. Die Blüte enthält vier oder fünf Staubblätter. Der Fruchtknoten ist unterständig und von der Blütenröhre umhüllt.

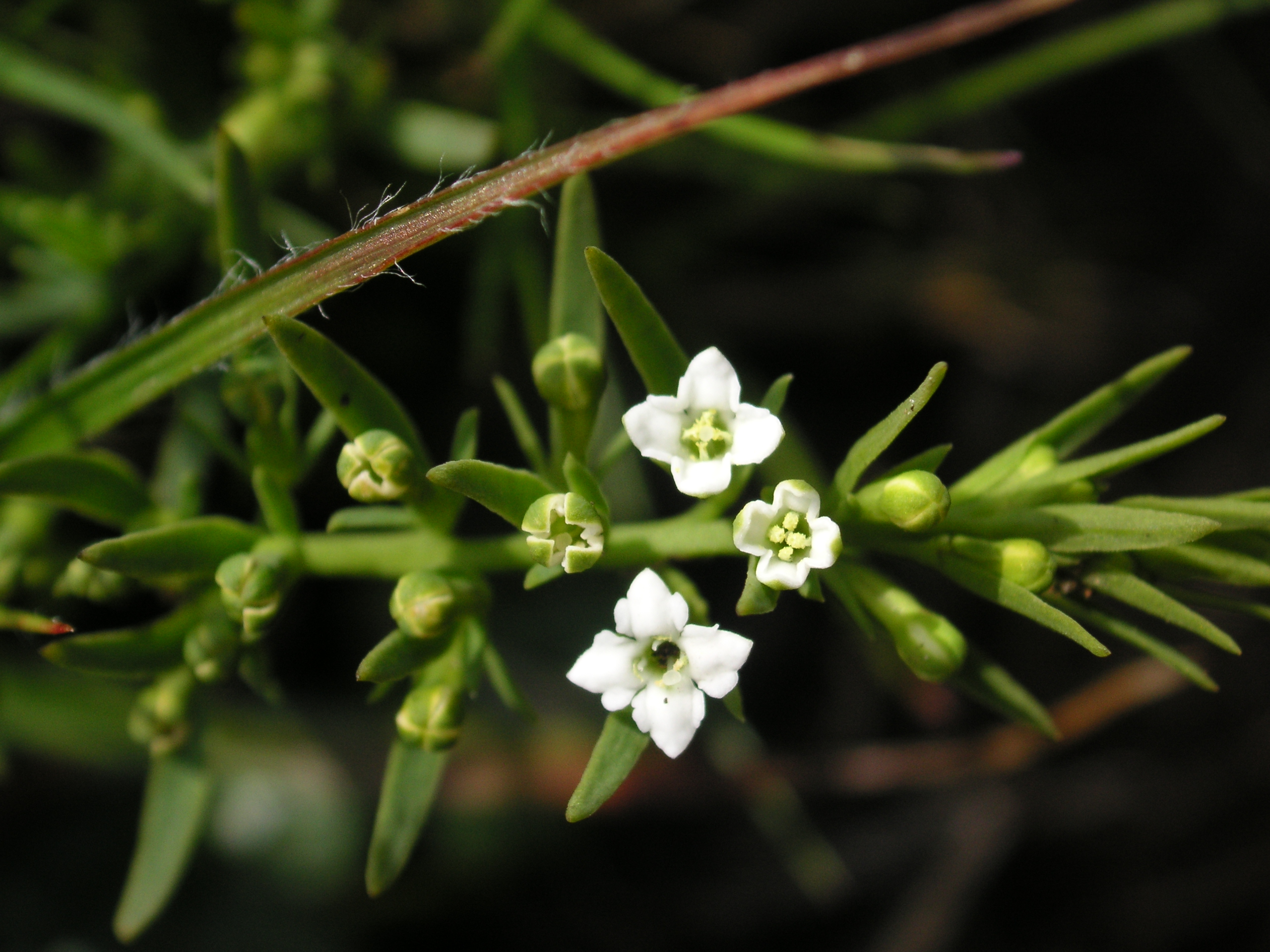
Alpen-Leinblatt (Thesium alpinum)

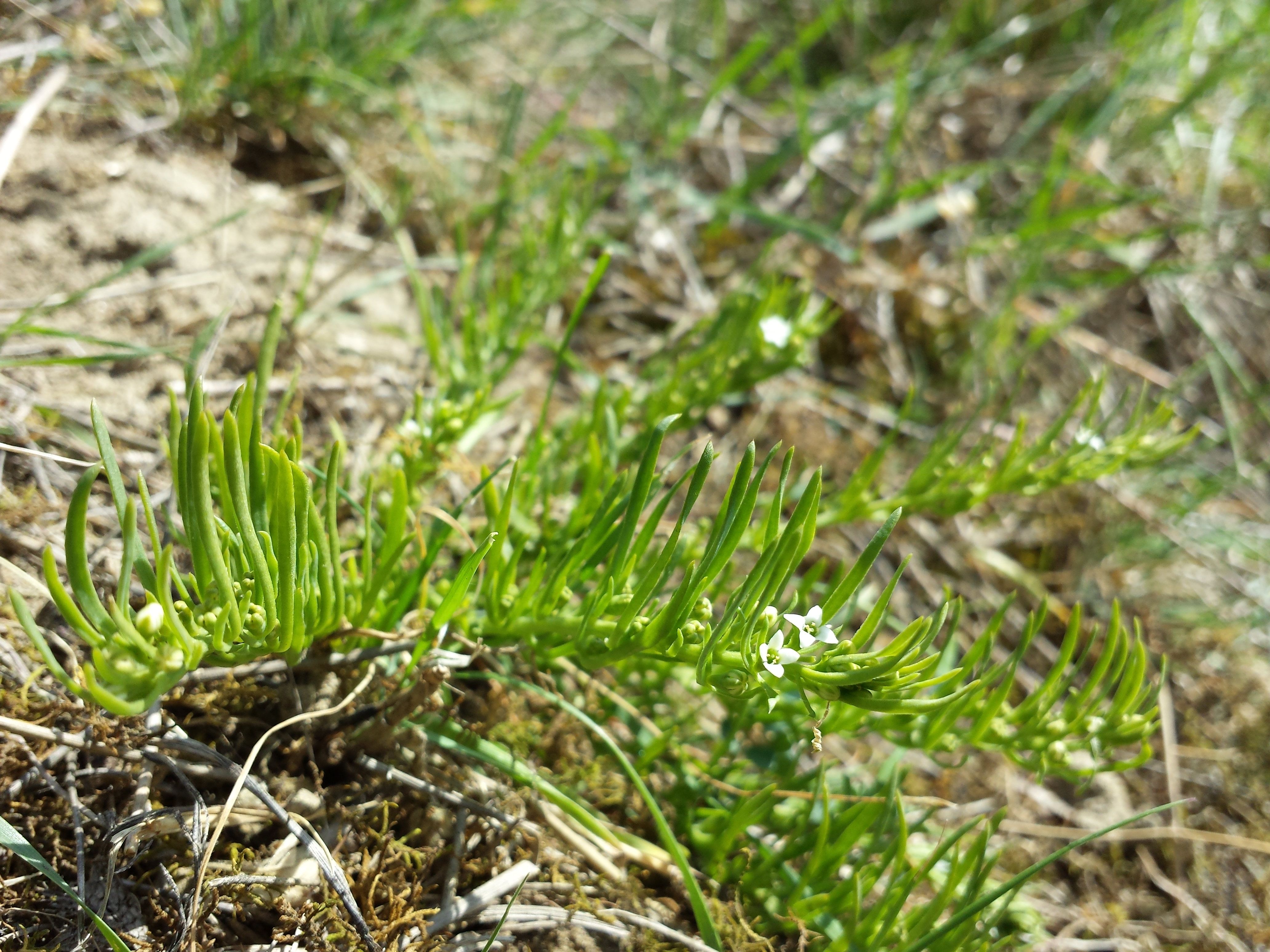
Dolliner-Leinblatt (Thesium dollineri)

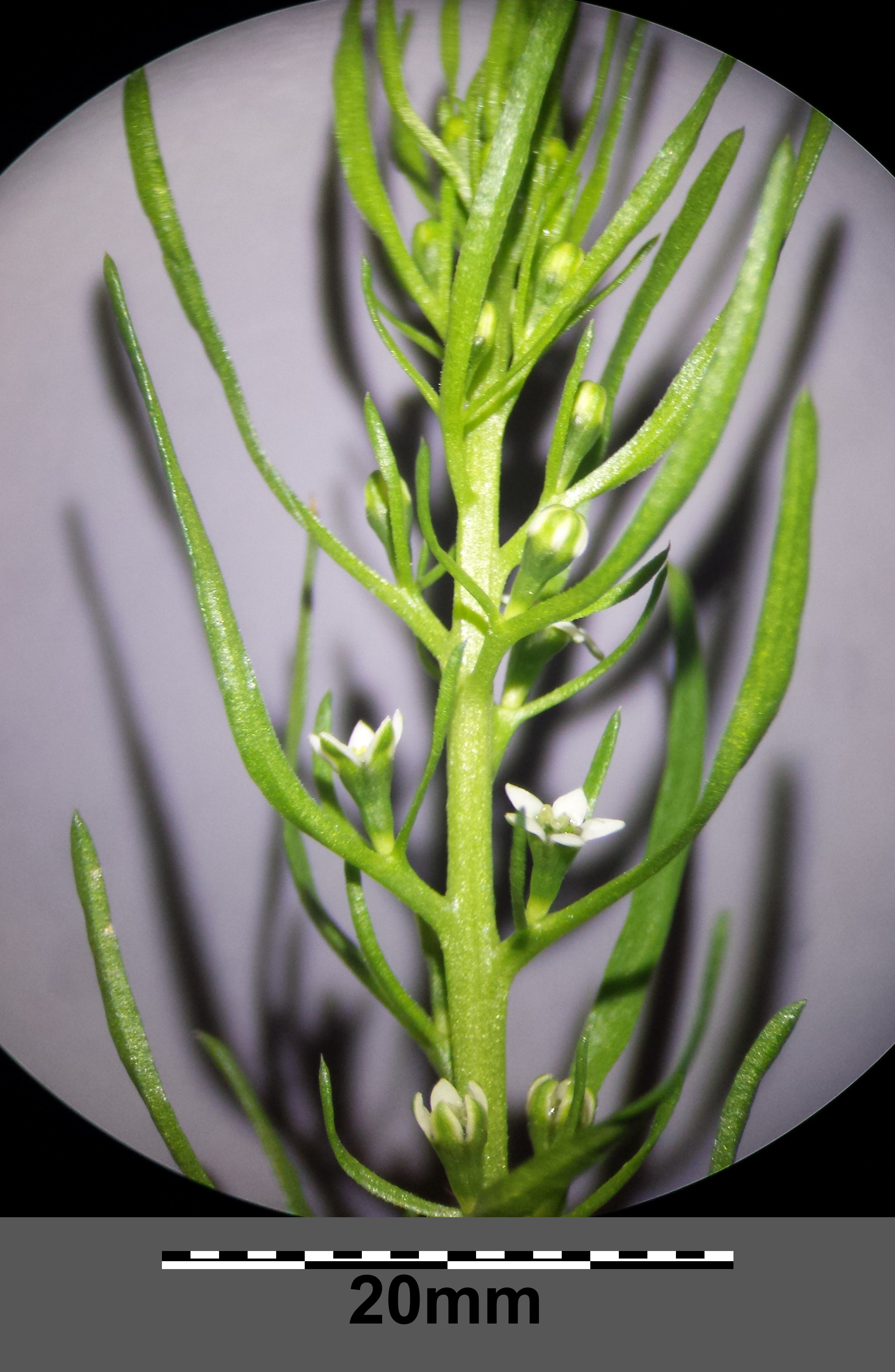
Dolliner-Leinblatt (Thesium dollineri)

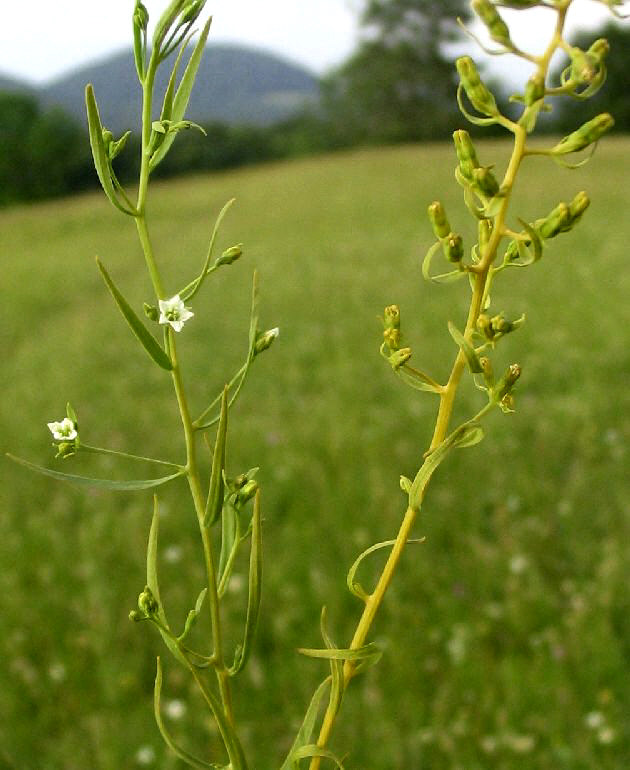
Wiesen-Leinblatt (Thesium pyrenaicum)

Die Früchte sind Nüsschen.

## Systematik und Verbreitung
Die Gattung Thesium wurde durch Carl von Linné aufgestellt.
Die Gattung Thesium umfasst etwa 325 Arten, von denen die meisten in Afrika vorkommen. Es gibt noch zahlreiche Arten in Europa und Asien, einige wenige Arten auch in Südamerika und Australien. Der Schwerpunkt der Verbreitung liegt in den gemäßigten Zonen.
In Europa kommen folgende Arten vor:
- Alpen-Leinblatt (Thesium alpinum L.)
- Ästiges Leinblatt (Thesium arvense Horvátovsky, Syn.: Thesium ramosum Hayne): Es ist in Europa auf den Osten, Südosten und das östliche Mitteleuropa beschränkt.
- Berg-Leinblatt oder Bayrisches Leinblatt (Thesium bavarum Schrank)
- Thesium auriculatum Vandas: Sie kommt nur auf der Balkanhalbinsel vor.
- Thesium bergeri Zucc.: Sie kommt in Europa in der Ägäis und auf der Balkanhalbinsel vor.
- Thesium brachyphyllum Boiss.: Sie kommt in Europa nur auf der Krim vor.
- Thesium corsalpinum Hendrych: Dieser Endemit kommt nur in Korsika vor.
- Sparriges Leinblatt (Thesium divaricatum Jan ex Mert. & Koch): Sie kommt nur im südlichen Europa vor.
- Dolliner-Leinblatt oder Niedriges Leinblatt (Thesium dollineri Murb.): Es kommt in Europa nur im östlichen Mitteleuropa vor.
- Vorblattloses Leinblatt oder Schopf-Leinblatt (Thesium ebracteatum Hayne)
- Thesium hispanicum Hendrych: Dieser Endemit kommt nur in Nordspanien vor.
- Niederliegendes Leinblatt (Thesium humifusum DC.): Es kommt in Westeuropa vor.
- Bergflachs (Thesium humile Vahl): Es kommt in Europa nur im Süden vor.
- Thesium italicum A.DC.: Dieser Endemit kommt nur auf Sardinien vor.
- Thesium kernerianum Simonkai: Sie kommt nur in Rumänien vor.
- Thesium kyrnosum Hendrych: Dieser Endemit kommt nur auf Korsika vor.
- Mittleres Leinblatt (Thesium linophyllon L.)
- Thesium macedonicum Hendrych: Sie kommt nur in Mazedonien vor.
- Thesium moesiacum Velen. (wird auch als Unterart subsp. moesiacum (Velen.) Stoj. & Stefanov zu Thesium dollineri gestellt): Sie kommt in Europa nur in Bulgarien vor.
- Thesium parnassi A.DC.: Sie kommt nur in Italien und auf der Balkanhalbinsel vor.
- Thesium procumbens C.A.Meyer: Sie kommt in Europa in der Ukraine und in Russland vor.
- Wiesen-Leinblatt (Thesium pyrenaicum Pourret, Syn.: Thesium pratense Ehrh. ex Schrader)
- Thesium refractum C.A.Meyer: Sie kommt in Europa nur im südlichen Ural vor.
- Geschnäbeltes Leinblatt oder Schnabelfrüchtiges Leinblatt (Thesium rostratum Mert. & Koch): Es kommt in Mitteleuropa vor.
- Thesium sommieri Hendrych: Dieser Endemit kommt nur in Norditalien vor.
- Thesium vlachorum Aldén: Dieser Endemit kommt nur im nordwestlichen Griechenland vor.